# Dzierniakowo
Dzierniakowo – wieś w Polsce położona w województwie podlaskim, w powiecie białostockim, w gminie Gródek.
Wieś magnacka hrabstwa zabłudowskiego położona była w końcu XVIII wieku w powiecie grodzieńskim województwa trockiego. W latach 1975–1998 miejscowość administracyjnie należała do województwa białostockiego.
Prawosławni mieszkańcy wsi należą do parafii Narodzenia Najświętszej Marii Panny w Gródku.